# Riccardo De Paolis
Pour les articles homonymes, voir De Paolis.
Riccardo De Paolis (Rome, 9 janvier 1854 – Rome, 24 juin 1892) est un mathématicien italien, représentant de l'École italienne de géométrie algébrique à la suite de Luigi Cremona.

## Biographie
Il étudie à l'Université de Rome auprès de Luigi Cremona, Eugenio Beltrami et Giuseppe Battaglini (it), où il obtient son diplôme en 1875. En 1878, il devient professeur d'algèbre et de géométrie à l'Université de Bologne où il reste jusqu'en 1880 lorsqu'il s'installe à l'Université de Pavie puis, en 1881, à l'Université de Pise où il termine sa carrière universitaire.
De Paolis, avec Ettore Caporali, Giuseppe Veronese et Giovanni Battista Guccia, ont contribué à la naissance de l'école italienne de géométrie algébrique.
Parmi ses élèves figurent Edgardo Ciani, Federigo Enriques, Mario Pieri, Giulio Lazzeri (it).

## Travaux
Il a notamment publié des articles sur les fondements de la géométrie projective à la suite de Karl von Staudt et Felix Klein, et s'est intéressé à la géométrie algébrique.
- Elementi di geometria Turin : E. Loescher, 1884.
- Sui fondamenti della geometria projettiva (1880-1881).

## Prix et distinctions
En 1880 il est lauréat du prix mathématique de l'Académie italienne des sciences. Il est membre correspondant de l'Académie des Lyncéens.